# Мкртумян Юрій Ісраєлович
Юрій Ісраєлович Мкртумян (1 січня 1939, місто Тбілісі, тепер Грузія — 14 листопада 2005, місто Єреван, Вірменія) — вірменський радянський діяч, науковець, дипломат, надзвичайний і повноважний посол Республіки Вірменії в Російській Федерації. Член ЦК КПРС у 1990—1991 роках. Кандидат історичних наук, доцент. Академік Міжнародної академії природничих і суспільних наук (з 1998 року).

## Життєпис
У 1957 році закінчив із золотою медаллю середню школу № 56 міста Тбілісі.
У 1957—1962 роках — студент історичного факультету Московського державного університету імені Ломоносова.
У 1962—1963 роках — старший лаборант, у 1963—1971 роках — молодший науковий співробітник Інституту археології та етнографії Академії наук Вірменської РСР.
Член КПРС з 1965 року.
У 1971—1988 роках — старший викладач, доцент, завідувач кафедри етнографії Єреванського державного університету Вірменської РСР.
У 1988—1991 роках — секретар партійного комітету (парткому) Єреванського державного університету.
У грудні 1990—1994 роках — завідувач кафедри археології та етнографії Єреванського державного університету.
З квітня по червень 1994 року працював радником міністра закордонних справ Республіки Вірменія.
У 1994—1997 роках — надзвичайний і повноважний посол Республіки Вірменії в Російській Федерації.
З 1997 по 2005 рік — провідний науковий співробітник Інституту археології та етнографії Національної академії наук Республіки Вірменія.
Автор численних наукових праць, присвячених етнографії вірмен, кавказьких народів, міжнаціональним і культурним зв'язкам, міжнародним та зовнішньополітичним відносинам.
Помер 14 листопада 2005 року після тривалої важкої хвороби в місті Єревані.